# Malo Vojlovce
Malo Vojlovce (cyr. Мало Војловце) – wieś w Serbii, w okręgu jablanickim, w gminie Lebane. W 2011 roku liczyła 192 mieszkańców.